# Lucio Valerio Flacco (pretore 63 a.C.)
Lucio Valerio Flacco (in latino: Lucius Valerius Flaccus; ... – 54 a.C.) è stato un politico romano, pretore durante la Repubblica.
Figlio di Lucio Valerio Flacco console nel 100 a.C. e 86 a.C., Flacco servì in Cilicia come tribuno militare, sotto Publio Servilio Vatia Isaurico, nel 78 a.C., divenendo poi questore in Hispania sotto Marco Pupio Pisone. Partecipò insieme a Gneo Pompeo Magno alla seconda fase della terza guerra mitridatica come legatus negli anni 66-64 a.C. Raggiunta la pretura nel 63 a.C., fece pervenire a Marco Tullio Cicerone, console per quell'anno, le carte che gli ambasciatori degli Allobrogi avevano ricevuto dai complici della congiura di Lucio Sergio Catilina. L'anno seguente amministrò la provincia d'Asia.
Nel 59 a.C. fu accusato di estorsione durante la sua amministrazione: Flacco era certamente colpevole delle accuse, ma la difesa di Ortensio Ortalo e di Cicerone, che compose per lui l'orazione Pro Flacco, lo fece dichiarare innocente.